# 秋田市北部市民サービスセンター
秋田市北部市民サービスセンター（あきたしほくぶしみんサービスセンター）は、秋田県秋田市土崎港にある複合公共施設。愛称はキタスカ。略称は「北部SC」。

## 概要
土崎公民館、土崎体育館の老朽建て替えに合わせ、市役所の支所、公民館、コミュニティセンター等の機能を複合化した施設として2011年（平成23年）5月16日にオープンした。このような市役所支所機能、公民館機能、体育館機能を複合化した市民サービスセンターは秋田市の都市内地域分権構想に基づき整備されたもので、新設では秋田市西部市民サービスセンター（愛称：ウェスター）に続き2例目。また北部市民サービスセンター開設同日付で、従前の河辺町、雄和町役場を再利用していた河辺市民センター、雄和市民センターも、いずれも隣接する体育館や公民館等と機能統合する形で、それぞれ河辺市民サービスセンター（愛称：カワベリア）、雄和市民サービスセンター（愛称：ユービス）へと改組・改称されている。いずれの愛称も、開館に先立つ2010年7月に公募を経て決定された。

## 施設

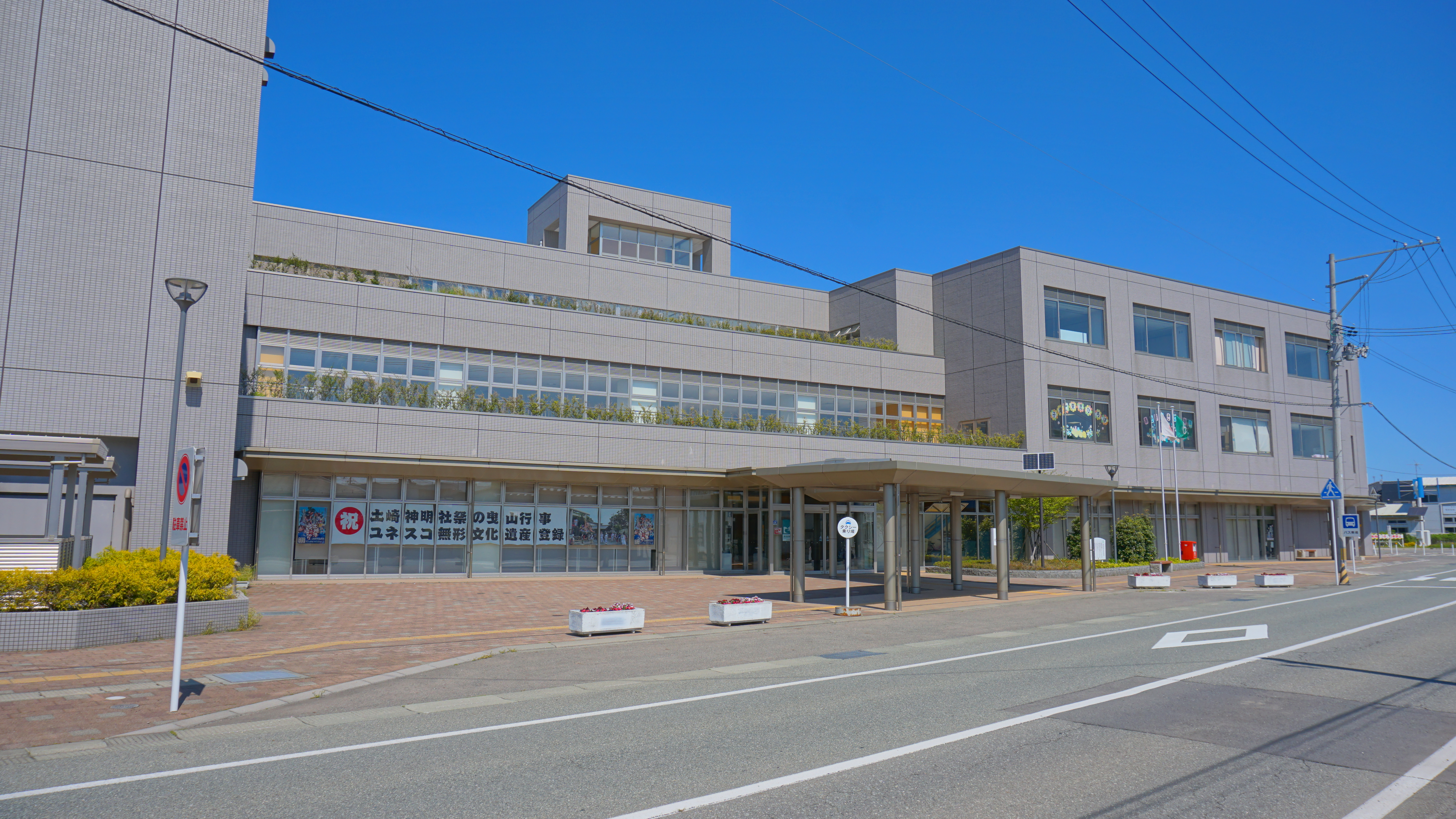
施設入口

### 1階
- 市民窓口 - 秋田市役所の支所。以前の土崎支所で取り扱っていた窓口サービスに加え、保育所入退所の申請受付、身体障害者手帳の交付などを新たに行っている。また、自動交付機も設置されている（※ 利用には「あきた市民カード」が必要）。
- 地域文化ホール - 移動式観覧席286席とステージを有するホール。ダンスフロアとしても利用可能。
- 体育館
  - 使用種目：バスケットボール2面、ビニールバレー4面、バドミントン6面、その他

### 2階
- 子育て交流ひろば - 主として就学前の乳幼児とその保護者が利用対象。
- 音楽室
- 調理室 - IHクッキングヒーター調理台を6台有する部屋。
- 和室 - 24畳2室と21畳1室の2部屋ある。通し間でも使用可能。
- 洋室1
- 体育館観覧席

### 3階
- 洋室2〜6 - 12〜36名程度での使用を想定。洋室24は通し間でも使用可能。
- 陶芸工作室
- 会議室 - 大会議室と小会議室の2部屋ある。
- 地域団体スペース

### その他
- 駐車場 - 155台

## 交通アクセス
- JR土崎駅より徒歩15分
- 秋田中央交通新国道経由土崎線（北部SC経由となる118系統に限る）「北部サービスセンター」停留所下車すぐ。

秋田市マイタウン・バス北部線（キングタクシーが受託運行。事前予約制）で、北部SCを起終点とする系統があるため、予約をしていれば、北部SCでの乗下車は可能。

## 近隣施設
- 秋田市消防本部土崎消防署
- ポートタワーセリオン
- 秋田港